# Красноголовая юхина
Красноголовая юхина (лат. Yuhina bakeri) — вид воробьиных птиц из семейства белоглазковых (Zosteropidae).

## Описание
Длина тела 12—13,5 см, масса 14—24 г. Голова красновато-коричневая, шея и горло белые, кроющие уха с серебристыми полосками. 

## Распространение
Обитает на пространстве от Гималаев до севера Мьянмы на территории Бангладеш, Бутана, Китая, Индии, Мьянмы и Непала. Естественной средой обитания являются леса — как умеренные, так и влажные субтропические и тропические.